# Neubau (Aalen)
Das Gehöft Neubau ist ein Teilort von Waldhausen, einem Stadtbezirk von Aalen.

## Lage und Verkehrsanbindung
Neubau liegt östlich des Stadtkerns von Aalen und westlich von Waldhausen. Die Landesstraße L 1080 führt am Ort vorbei, die Kreisstraße K 3291 führt nach Unterkochen.
Der Ort liegt auf dem Härtsfeld, einer Hochfläche der Schwäbischen Alb.

## Geschichte
Der Hof Neubau wurde das erste Mal 1563 als Naubau erwähnt, als er ellwangisch war. Der Hof gehörte bis 1933 zur Gemeinde Unterkochen.
1854 wohnten in Neubau 6 Menschen.